# هیاس لیتنر
هیاس لیتنر (انگلیسی: Hias Leitner؛ زادهٔ ۲۲ سپتامبر ۱۹۳۵) اسکی‌باز آلپاین اهل اتریش است.